# Hebertistas
Los hebertistas, también llamados exagerados, eran un movimiento revolucionario extremista durante la Revolución francesa, procedentes del Club de los Cordeliers; no constituían un partido propiamente dicho y deben su nombre al periodista Jacques-René Hébert, editor del periódico Le Père Duchesne que era su portavoz. Se caracterizaron por su radicalismo económico, por el apoyo a la democracia directa en contra de la democracia representativa, por apoyar fuertemente el movimiento de descristianización y por ser partidarios de la guerra.
No deben confundirse con los enragés, seguidores de Jacques Roux.

## Características del movimiento
Los hebertistas ocupaban puestos clave en el ayuntamiento de París y en la administración del departamento, y se sentaban en las filas de la Montaña en la Asamblea Legislativa y en la Convención Nacional. Se apoyaban en los Sans-culottes.
Los hebertistas resultaron fundamentales para lograr la caída de los girondinos (31 de mayo y 2 de junio de 1793). Reclamaron la guerra a los contrarrevolucionarios no sólo dentro de Francia, sino que también tomaron en cuenta la propagación de los ideales de la Revolución al resto de Europa.
Por otra parte, ejercieron presión ante la Asamblea para solicitar algunas medidas políticas como la Ley de los sospechosos (17 de septiembre de 1793), y económicas como la Ley contra los acaparadores (julio de 1793) y la Ley del máximo general (septiembre de 1793)), consideradas necesarias para frenar las colaboraciones con las potencias extranjeras y atajar la crisis de subsistencias.

## Algunos hebertistas relevantes
- administradores y comisionados: Jacques-Claude Bernard, Pierre-Ulric Dubuisson, Jacob Pereira y François-Nicolas Vincent
- diputados y luego miembros del gobierno del Terror: Bertrand Barère de Vieuzac, Jean-Marie Collot d'Herbois, Joseph Fouché
- generales: Jean Antoine Rossignol y Jean-Baptiste Bouchotte
- el obispo Jean-Baptiste-Joseph Gobel
- miembros de la Comuna de París (ayuntamiento): Pierre-Gaspard Chaumette, Jean-Nicolas Pache (fue también ministro de la guerra en 1792)
- banqueros y financieros como Andrés María de Guzmán

## Los hebertistas después del juicio de 1794
Si muchos hebertistas fueron detenidos y condenados a muerte junto a Hébert, el 24 de marzo de 1794, muchos otros se libraron del Tribunal Revolucionario donde contaban con apoyos, así como en el seno del Comité de Seguridad General y del mismo Comité de Salvación Pública. Los hebertistas del gobierno del Terror, aliándose con los diputados del Pantano, fueron los artífices de la caída de Robespierre y sus partidarios 27 de julio de 1794 (9 de termidor). La reacción termidoriana condenó a los líderes más visibles del Terror, y Napoleón emprenderá acciones en 1800 para neutralizarles definitivamente. Pero algunos como Joseph Fouché y Bertrand Barère de Vieuzac se adaptaron a los acontecimientos y prosiguieron con su carrera política hasta muy entrado el siglo XIX. La condena a los jefes revolucionarios hebertistas de 1794 no perjudicó al movimiento popular de los sans-culotte que seguirá activo hasta el fin del Terror.